# مقاطعة رابر
مقاطعة رابر(بالفارسية: شهرستان رابر) هي مقاطعة في محافظة كرمان في إيران. عاصمة المقاطعة هي رابر. وقد انفصلت عن مقاطعة بافت في عام 2009. في تعداد عام 2006م، بلغ عدد سكان المقاطعة 33,718 نسمة في 7,664 عائلة. تنقسم المقاطعة إلى ناحيتين: الناحية المركزية وناحية هنزا. وفيها مدينة واحدة هي: رابر.